# Thuringian Pagan Madness
Thuringian Pagan Madness ist ein 1995 als EP erschienenes Demo der deutschen NSBM-Band Absurd. Die Erstveröffentlichung erregte besondere Aufmerksamkeit in den deutschen Medien, da sie eine Fotografie des Grabsteins des von der Band 1993 ermordeten Sandro Beyer auf dem Cover trägt.

## Entstehung und Veröffentlichung
Die Lieder wurden von der Band im Mai bzw. Juni des Jahres 1995 während ihres Gefängnisaufenthaltes aufgenommen und aus dem Gefängnis geschmuggelt. Zur Entstehung der EP gab Möbus an:

„The circumstances of captivity never prevented us from being further active in music, or politics either, but some material was recorded during a few months. A couple of weeks after our trial, we created the first output of this second period, a rehearsal with “unplugged” songs, named Out of the Dungeon. It was a sign of life, that it didn’t matter that we had been sentenced just a few weeks earlier. In the summer of ’95, our comrade Capricornus released the long announced Thuringian Pagan Madness EP on his small label. We did this release as an homage to the idea of Grand Germania, including the East German Gau territory (under Polish occupation since ’45).“

Ursprünglich hatte Hendrik Möbus angekündigt, Thuringian Pagan Madness 1994 als 7"-EP auf dem Label Darker Than Black Records zu veröffentlichen; das Label war speziell für diese Veröffentlichung gegründet worden. Aus finanziellen Gründen erschien Thuringian Pagan Madness jedoch 1995 als Lizenzveröffentlichung auf dem Label Capricornus Prod. des damaligen Graveland-Mitglieds Capricornus (Maciej Dabrowski) und trägt die Veröffentlichungsbezeichnung „NS 02“ auf dem Rücken. Alle Rechte sind laut Inlaytext Darker than Black Records, dem gemeinsamen Label von Hendrik und Ronald Möbus, vorbehalten. Der Vertrieb fand unter anderem über das Label No Colours Records statt.
Die EP wurde mehrfach von anderen Labels wiederveröffentlicht und ist auch auf dem Album Facta Loquuntur enthalten, wobei dort das Intro zu Werwolf weggelassen sowie Mourning Soul neu aufgenommen wurde. Die Live-Version findet sich als Bonus auf der Digipak-Neuauflage von Facta Loquuntur durch W.T.C. Productions wieder, die 2006 erschien.
Eine Schallplattenversion der EP, die von dem amerikanischen Label Black Sun Records veröffentlicht wurde, wurde Ende September 2007 wegen gewaltverherrlichender und nationalsozialistischer Inhalte von der Bundesprüfstelle für jugendgefährdende Medien indiziert, jedoch nach einer Stellungnahme der Band einen Monat später wieder vom Index entfernt. Diese Version zeigt statt Beyers Grab das 1788 fertiggestellte Werk Der Kampf des Thor mit der Schlange des Midgard des schweizerisch-ungarischen Malers Johann Heinrich Füssli. Eine Re-Edition der LP wurde in Deutschland im März 2021 indiziert.

## Inhalt
Auf der Kassette befinden sich fünf Stücke, davon eine Live-Aufnahme von Mourning Soul, die im Juni 1995 in der Justizvollzugsanstalt Ichtershausen auf Video aufgenommen wurde. Nach Angaben von Hendrik Möbus stammen sowohl die Musik als auch die Texte von Sebastian Schauseil. Bis auf Pesttanz und Mourning Soul wurden alle Stücke bereits auf früheren Aufnahmen von Absurd veröffentlicht. Die EP beginnt mit einem Zitat aus einem Nachrichtenbeitrag, der den Mord an Sandro Beyer thematisiert, dieses endet mit den Worten des Sondershausener Pfarrers Jürgen Hauskeller „Die Beschäftigung mit dieser menschenverachtenden Ideologie, wo das Töten des Menschen zum Programm gehört, hat einfach die Jugendlichen dazu befähigt …“ und geht direkt in die ersten Akkorde des Lieds Werwolf über.

### Stil

#### Texte
Die Band selbst charakterisiert ihre Musik in der Coverbeilage mit dem Hinweis: „ABSURD plays True archaic German Black Metal in a political incorrect sense exclusively.“ Allerdings beschäftigen sich die Texte nicht mit dem Satanismus als ideologischer Grundlage des Black Metal (in der Beilage des vorigen Demos Out of the Dungeon hatte die Band geschrieben: „Don’t be stupid Satanists – Be luciferian pagans!“); lediglich das Lied The Gates of Heaven befasst sich mit dem apokalyptischen Kampf zwischen Gut und Böse, während Werwolf und Pesttanz morbide Thematiken und Aussagen beinhalten. Pesttanz ist eine Lobpreisung der Pest als reinigende Kraft, Werwolf handelt von einem Serienmörder auf Beutezug. Die Texte dieser beiden Lieder sind auf Deutsch und zeigen bereits erste Hinweise auf die politische Gesinnung der Band. Die restlichen Lieder sind in englischer Sprache und beschreiben Gefühlslagen, The Gates of Heaven und Mourning Soul sind melancholisch gehalten.

#### Musik
Die Musik ist nicht an die Vorreiter der ersten Welle oder die Bands der damaligen zweiten Welle des Black Metal angelehnt, die Aufnahmequalität ist situationsbedingt schlecht. Das Webzine FinalWar charakterisiert den Stil der frühen Absurd-Veröffentlichungen als „Melange Black Metal / Oi / Horrorpunk“ mit „Keller-Sound“, im Buch Unheilige Allianzen wird die Musik als „dilettanisch  und primitiv“ bezeichnet. In einem dem NSBM nahestehenden Magazin wurde die Musik als Mischung aus Hardcore Punk und Heavy Metal beschrieben. Die Stücke seien „wie ein Betrunkener, der in einen Raum hineinpoltert und mit jedem Streit sucht“ und zeigten „ein emotionales Gleichgewicht zwischen leidenschaftlichem Glauben und einem kindlichen Ausdruck von Unzufriedenheit und dem Wunsch, Aufmerksamkeit zu erregen“.

### Titelliste
1. Werwolf – 02:57
2. The Gates of Heaven – 03:11
3. Pesttanz – 02:43
4. Eternal Winter – 04:11
5. Mourning Soul (live) – 02:05

### Coverbeilage
Das Inlay der Kassettenhülle zeigt als Covergrafik eine Fotografie des Grabes von Sandro Beyer, der 1993 von den damaligen Mitgliedern der Band ermordet wurde, im Inneren steht der Zusatz „The cover shows the grave of Sandro B. murdered by horde ABSURD on 29.04.93 AB.“ sowie der Hinweis „ABSURD plays True archaic German Black Metal in a political incorrect sense exclusively.“, mit dem die Band ihren eigenen Stil charakterisiert. Auf Angaben zu Bandbesetzung und Kontaktadresse wurde absichtlich verzichtet („No line up / No contact-address.“).
Zusätzlich enthält das Inlay das Gedicht Boldly Stand Erect aus dem 1896 unter dem Pseudonym Ragnar Redbeard veröffentlichten Buch Might Is Right, als einzige Quellenangabe ist der Titel des Buchs angegeben. Daneben findet sich eine Widmung an „volksdeutsche Comrades in Schlesien and Pommern“ in englischer Sprache, welche eine „ewige Einheit des Großgermanischen Reichs“ propagiert und den „großen Geist des Führers Adolf Hitler“ beschwört. Die Widmung endet mit den Worten „One day the world will know that Adolf Hitler was right, and that will be the day of our final victory. HATE IS OUR PRAYER – REVENGE IS OUR BATTLECRY.“

## Medienpräsenz
Wegen der Covergestaltung und der Tatsache, dass das musikalische Material offensichtlich im Gefängnis aufgenommen werden konnte, erregte die Veröffentlichung des Tapes das Interesse einiger deutscher Medien, zum Beispiel in der Berliner Zeitung und im Spiegel.
Auch in der Black-Metal-Szene trug die Gestaltung des Demos und die Erwähnung in Mainstream-Medien zur Bekanntheit der Band bei. Die beiden Lieder Werwolf und Pesttanz zählen zu den bekanntesten Liedern der Band. Das Lied Werwolf („Im Wald hört niemand der Opfer Schrei […]“) wurde von den Medien in einen Kontext mit dem Mord an Beyer gestellt, dessen Leiche man im Wald zu beseitigen versuchte, obwohl es bereits Monate vor dem Mord veröffentlicht wurde.
Die Aussage Möbus’ „Ich weiß ja nicht, ob man in der Nazizeit bestraft worden wäre, wenn man Volksschädlinge unschädlich gemacht hätte.“ war Auslöser für einen Strafprozess wegen Verunglimpfung des Andenkens Verstorbener vor dem Amtsgericht Tiergarten, das ihn zu eineinhalb Jahren Haft verurteilte.

## Sonstiges
Über das Absurd-Label Nebelklang und diesem nahestehende Musik-Vertriebe im Internet wird seit 2008 ein T-Shirt vertrieben, auf dessen Rückseite „Thuringian Pagan Madness“ steht, auf der Vorderseite ist das ursprüngliche Logo der Band mit Petruskreuz und invertiertem Pentagramm zu finden.